# أرتميتا
أرتميتا (باليونانية القديمة: Ἀρτεμίτα) أو أرتميتا في أبولونياتيس كانت مدينة يونانية في منطقة سيتاكين، وهي منطقة تقع في ما يُعرف الآن بشرق العراق. كانت أرتميتا مأهولة بالسكان خلال فترة الإمبراطورية الآشورية وازدهرت لاحقًا في عهد الإمبراطورية الفرثية.
يُعتقد أن موقعها كان قريبًا من التقاء نهر رادانو بنهر دجلة، على طريق يمتد على طول نهر دجلة شمال غرب سلوقية. وفقًا لايزيدور من خاراكس، كان يعبرها نهر سيلاس (ديالى)، وتقع على بعد حوالي 90 كم من سلوقية. كانت معروفة منذ عهد تغلث فلاسر الثالث في المصادر المسمارية الآشورية (في النصف الثاني من القرن الثامن قبل الميلاد) باسم كَر آشور، ولاحقًا باسم خالاسار. لاحقًا استوطنت مرة أخرى في عهد اليونانيين (المقدونيين)، ولكن ربما كانت تعتبر فرثية. في عام 31 ميلادية، استقبلت أرتميتا المطالب بالعرش الأرسقيدي تيريدات الثاني. كما كانت أرتميتا مسقط رأس المؤرخ أبولودوروس من أرتميتا.

## روابط خارجية
Artemita in Apolloniatis (Encyclopædia Iranica article)